# Wrust
Wrust er et sydafrikansk hardcore/metal band fra Botswana dannet af Stux Daemon i 2000.